# Điểm Zeeman-Gossard

Tam giác ABC và tam giác Gossard của nó thấu xạ

Điểm Zeeman-Gossard  (còn gọi là điểm Gossard ) là một điểm đặc biệt trong hình học tam giác. Tên ban đầu của điểm này là điểm Gossard được đặt tên bởi John Conway vào năm 1998 để vinh danh Harry Clinton Gossard người phát hiện ra sự tồn tại của nó vào năm 1916. Sau đó người ta phát hiện ra rằng điểm này đã xuất hiện trong một bài viết của Christopher Zeeman trong năm 1899 - 1902. Từ năm 2003 trở đi, trong bách khoa toàn thư về các tâm của tam giác đề cập đến điểm này là điểm Zeeman-Gossard.

## Định nghĩa

### Tam giác Zeeman-Gossard
Cho ABC là một tam giác bất kỳ trong mặt phẳng. Nếu đường thẳng Euler của tam giác ABC cắt các cạnh BC, CA và AB của tam giácABC lần lượt tại A1, B1 và C1. Cho AgBgCg là tam giác được tạo bởi ba đường thẳng Euler của ba tam giác AB1C1, BC1A1 và CA1B1. Khi đó tam giác AgBgCg là tam giác Tam giác Zeeman-Gossard' của tam giác ABC. Tam giác Zeeman-Gossard của tam giác ABC có các cạnh song song với tam giác ABC và bằng tam giác ABC.

### Điểm Zeeman-Gossard
Tam giác AgBgCg là tam giác Gossard của tam giác ABC thì ba đường thẳng AAg, BBg, CCg đồng quy tại điểm Zeeman-Gossard của tam giác ABC. Điểm Zeeman-Gossard nằm trên đường thẳng Euler của tam giác ABC.
Trong bách khoa toàn thư về các tâm của tam giác điểm này được thể hiện qua điểm X(402).

## Mở rộng
Các xây dựng mở rộng tam giác Gossard của tam giác ABC có thể tổng quát thành tam giác A'B'C'  có cùng diện tích với tam giác ABC và các cạnh song song với các cạnh của tam giác ABC.

### Mở rộng 1
Kết quả này đề xuất bởi Christipher Zeeman: 
Cho l là đường thẳng bất kỳ song song với đường thẳng Euler của tam giác ABC. Đường thẳng L cắt ba cạnh tam giác BC, CA, AB lần lượt tại X, Y, Z. Gọi A'B'C'  là tam giác tạo bởi các đường thẳng Euler của tam giác AYZ, BZX và CXY. Khi đó tam giác A'B'C'  sẽ đối xứng với tam giác ABC qua một điểm.

### Mở rộng 2
Mở rộng này là của Paul Yiu.
Cho P là một điểm bất kỳ trong mặt phẳng của tam giác ABC khác trọng tâm G của tam giác ABC. Đường thẳng PG cắt các cạnh BC, CA và AB lần lượt tại X, Y và Z. Gọi trọng tâm của các tam giác AYZ, BZX và CXY lần lượt là Ga, Gb and Gc. Cho Pa là một điểm sao cho YPa song song với CP và ZPa song song với BP. Gọi Pb là một điểm sao cho ZPb song song với AP and XPb song song với CP. Gọi Pc là một điểm sao cho XPc song song với BP and YPc song song với AP. Gọi A'B'C'  là tam giác tạo bởi các đường thẳng GaPa, GbPb và GcPc.
Khi đó tam giác A'B'C'  sẽ đối xứng với tam giác ABC qua một điểm. Khi P trùng với trực tâm tam giác thì A'B'C'  sẽ trùng với tam giác Gossard AgBgCg của tam giác ABC.

### Mở rộng 3
Mở rộng này là của Đào Thanh Oai. Cho tam giác ABC, cho hai điểm H, O trong mặt phẳng, đường thẳng HO cắt ba cạnh tam giác BC, CA, AB lần lượt tại A0,B0,C0. Cho hai điểm AH, AO trên mặt phẳng sao cho C0AH song song với BH, B0AH song song với CH và C0AH song song với BO, B0AH song song với CO. Xác định các điểm BH, BO, CH, CO tương tự. Khi đó tam giác tạo bởi AHAO, BHBO, CHCO và tam giác ABC sẽ đối xứng nhau qua một điểm nằm trên OH.
- Khi OH trùng với đường thẳng Euler từ mở rộng 3 trở thành định lý Gossard.
- KHi OH song song với đường thẳng Euler từ mở rộng 3 trở thành định lý của Zeeman.
- Khi OH đi qua trọng tâm tam giác ABC từ mở rộng 3 ta thu được mở rộng của Paul Yiu.[6][7]